# Edgar Jassmann
Edgar Jassmann (* 11. Februar 1927 in Łódź; † 28. August 1983 in Magdeburg) war ein deutscher Chemiker.

## Leben
Jassmann wurde als Sohn des Textilfabrikanten Arthur Jassmann geboren. Der Vater war aus dem Rheinland in das polnische Łódź eingewandert. Im Jahr 1939 erwarb Jassmann die deutsche Staatsbürgerschaft. Nach Ende des Zweiten Weltkriegs nahm er ein Studium der Chemie an der Universität Leipzig auf, welches er 1953 abschloss. Anschließend wurde er Abteilungsleiter in der Pharmazie-Produktion des VEB Fahlberg-List im Magdeburger Stadtteil Salbke und arbeitete auch als wissenschaftlicher Mitarbeiter in der Pharmazieforschung. 1955 promovierte er bei Wilhelm Treibs. 1960 wurde er Leiter der Pharmaforschung des VEB Fahlberg-List. Zu seinen Aufgaben gehörte die Überführung neu entwickelter Herz-Kreislauf-Medikamente wie Falicor in die Serienproduktion. Darüber hinaus forschte er an der Herstellung von Röntgenkontrastmitteln und entwickelte innovative Produktionsverfahren.
Jassmann erwarb viele Patente und gehörte dem Zentralen Gutachterausschuss für den Arzneimittelverkehr an. Er erhielt mehrere Auszeichnungen, darunter 1965 die zum Verdienten Erfinder.

## Werke
- Versuche zur Darstellung von spasmolytisch wirksamen Verbindungen, 1956